# Alphablocks
Alphablocks (Alphablocks) è una serie televisiva britannica trasmessa dalla rete televisiva CBeebies.
I protagonisti sono 26 lettere dell'alfabeto sotto forma di blocchi colorati e ognuno di essa ha una propria personalità.

## Personaggi
A: È la 1°lettera degli Alphablocks. È un blocco a strisce verdi con lentiggini e un cerotto sulla guancia sinistra, lei ogni tanto cade dal cielo e le cadono delle mele in testa. Appare quasi sempre in alcuni episodi. È striata perché è una delle vocali: AEIOU Doppiata da Lorella De Luca (ed. italiana)
B: È la 2° lettera della banda degli Alphablocks. È anche la sorella minore di D, che suona il basso. È un blocco azzurro chiaro con una stella arancione sull'occhio destro. B è la leader della BAND e le piace fare il bop e il boogie. È audace e coraggiosa e può essere un po 'prepotente. Doppiata da Martina Felli (ed. italiana)
C: È la 3° lettera degli Alphablocks. È la sorella minore di K. C può rompere qualsiasi cosa, quindi deve stare attenta. È coraggiosa e sa fare le cose belle. A volte chiama K un imitatore per aver fatto lo stesso suono. È un blocco rosso-rosato con strisce bianche su entrambi i lati e stelle blu su di essi, indossa occhiali e ha una crepa sul lato destro della testa. C è la ragazza temeraria residente e adora eseguire acrobazie, facendo sfondare le crepe nel terreno come se stesse creando terremoti. Le sue migliori amiche sono A e B, entrambe sono ragazze Doppiata da Giuliana Atepi (ed. italiana)
D: È la 4° lettera nella banda degli Alphablocks. È il fratello maggiore di B e suona la batteria. D è un blocco viola con una stella verde chiaro sull'occhio sinistro. Le sue sopracciglia sembrano quasi sempre arrabbiate ogni volta che appare. D suona tutto il giorno e il suo tamburo è delizioso, ma a volte fa un frastuono assordante! Doppiato da Felice Invernici (ed. italiana)
E: È la 5° lettera degli Alphablocks. È la lettera più impegnata della gang e il suo suono "eh" riecheggia dal suo megafono. È un tipo popolare e amichevole per questo. È un blocco a strisce rosse con gli occhi spalancati. Ha anche un'altra identità, ovvero "Magic E" che compare in episodi dove sono presenti parole dove la lettera E non viene pronunciata. Doppiato da Stefano Albertini (ed. italiana)
F: È la 6° lettera degli Alphablocks. È un'astronauta e ama soffiare e volare. Il suo suono "fff" rappresenta il suono del suo razzo attaccato al suo vestito. F può anche volare nello spazio. È un blocco viola che indossa un abito spaziale bianco con un motivo arancione e un pianeta acqua sul lato sinistro. Doppiata da Francesca Bielli (ed. italiana)
G: È la 7° lettera degli Alphablocks. È un blocco verde e ha i capelli verdi, ogni volta che beve i suoi capelli crescono. È anche una giardiniera. Doppiata da Katia Sorrentino (ed. italiana)
H: È la 8° lettera degli Alphablocks. È un blocco giallo con le lentiggini e indossa calze bianche e scarpe rosse con polsini e fascia antisudore gialli. Ama mantenersi in forma correndo ma può stancarsi e senza fiato. Doppiata da  Giulia Bersani  (ed. italiana)
I: È la 9° lettera degli Alphablocks. È un blocco fucsia a strisce con guance rosee e ciglia lunghe. È egocentrica e pensa di essere la lettera più importante di tutte. Le piace persino cantare, anche se non è voluto o necessario, ma sebbene il suo canto sia forte o qualcosa del genere, gli Alphablocks la adorano. Lei pensa di essere incredibilmente importante e interessante. Doppiata da  Elisabetta Spinelli (ed. italiana)
J: È la 10° lettera degli Alphablocks. È un blocco bianco e blu polvere che include un "becco" arancione, poiché pensa di essere una ghiandaia blu, ma non sa volare o cantare come le vere ghiandaie. Doppiata da Laura Cherubelli (ed. italiana)
K: È la 11° lettera degli Alphablocks. È un blocco giallo indossa una maglia verde e scarpe nere ed è il fratello maggiore di C. Gli piace calciare il suo pallone mantiene la sua palla in aria il più a lungo possibile, infatti, è un calciatore. Doppiato da Paolo De Santis  (ed. italiana)
L: È la 12° lettera degli Alphablocks. È un blocco rosa chiaro e indossa degli stivali verdi. L è una bellissima, gentile, calma e rilassata Alphablock la cui specialità è cantare una bella ninna nanna speciale per aiutare i suoi amici a rilassarsi e ad andare a dormire. Può anche essere molto assonnata ed è sempre pronta a fare un pisolino.  Doppiata da Grazia Migneco (ed. italiana)
M: È la 13° lettera degli Alphablocks. È un blocco bianco e blu e indossa un cappello da chef. M è goloso e gli piace mangiare di tutto. M ha fatto molti pasti meravigliosi e una volta è persino riuscito a sgranocchiare la luna. Sa cucinare. Doppiato da  Andrea Rotolo (ed. italiana)
N: È la 14° lettera degli Alphablocks. È un blocco vermiglio i cui occhi sembrano quasi sempre arrabbiati. N ama dire di no! Non c'è modo! Non adesso! Mai! Non è cattivo ma dice no a quasi tutto. Parla con un accento scozzese.  Doppiato da  Jacopo Calatroni (ed. italiana)
O: È la 15° lettera degli Alphablocks. È un blocco arancione a strisce. È per lo più curioso, ma non intelligente e porta una lente d'ingrandimento. A differenza di altri Alphablock, dice solo il suono O, breve o lungo, e anche il suo nome. è l'unico Alphablock senza naso. Doppiato da  Valentina Pallavicino (ed. italiana)
P: È la 16° lettera degli Alphablocks. È un blocco multicolore con colori freddi. P è una fatina che appare con un pop. Lei appare sempre e scompare ovunque. Doppiata da  Elisa Giorgio (ed. italiana)
Q: È la 17° lettera degli Alphablocks. È un blocco verde brillante con rughe e capelli viola. Q cerca sempre di trovare U. Quando lo trova, è piuttosto orgogliosa, come una regina. A volte litigano, ma sono davvero buoni amici. Appare molto raramente nella serie. Doppiata da  Graziella Porta (ed. italiana)
R: È la 18° lettera degli Alphablocks. È un blocco rosso che indossa un cappello nero con un emblema bianco con teschio e ossa incrociate con una benda sull'occhio sinistro e ruggisce molto, come è tipico nelle raffigurazioni popolari dei pirati. R è una maschiaccia spavalda. Doppiata da  Anna Mazza (ed. italiana)
S: È la 19° lettera degli Alphablocks. È un blocco multicolore composto da colori rosso, verde, bianco, arancione, blu e giallo, sembra anche un pallone da spiaggia. Nonostante il suo aspetto luminoso e colorato e il suo cuore piuttosto gentile, può essere incline a sentirsi triste, specialmente quando si accascia. Può volare gonfiandosi o sgonfiandosi e lasciandola andare, facendola volare. S a volte è sensibile e talvolta sciocchina. Doppiata da  Annalisa Longo  (ed. italiana)
T: È la 20° lettera degli Alphablocks. È un blocco con strisce blu denim scuro, una bombetta, monocolo e baffi bianchi. Ama il tè e fa da tutore quando solleva la teiera e scopre che è vuota.  Doppiato da  Claudio Moneta   (ed. italiana)
U: È la 21° lettera degli Alphablocks. È un blocco azzurro a strisce, porta un paio di scarpe, un cappello e gli occhiali. Lui spesso finisce sottosopra e infelice. Ma presto si rallegra! Ogni tanto scappa via da Q. Doppiato da   Rossana Bassani  (ed. italiana)
V: È la 22° lettera degli Alphablocks. È un blocco rosso con strisce bianche e porta un casco da pilota. È veloce e porta un volante. Cerca di rafforzare il suo punto di essere il più veloce, dicendo che è "molto veloce".  Doppiato da  Alessandro Rossi  (ed. italiana)
W: È la 23° lettera degli Alphablocks. È un blocco blu con dell'acqua in testa. È un vero e proprio piagnucolone. Quando cade o diventa triste inizia a piangere e l'acqua nella sua testa si svuota. Quando piange, la sua testa si riempie d'acqua finché l'acqua non si dissolve in una grande onda.  Doppiato da  Mosè Singh   (ed. italiana)
X: È la 24° lettera degli Alphablocks. È un blocco giallo e blu con stivali bianchi e un mantello rosso. È un supereroe che come superpotere ha la visione a raggi-x. Esattamente come E, anche X ha un suo alter-ego: Plusman, è rosso e arancione e fa parole composte.  Doppiato da  Maurizio Trombini (ed. italiana)
Y: È la 25° lettera degli Alphablocks. È un blocco giallo chiaro con le lentiggini e piccolo ciuffo di capelli. Nonostante la sua giovane età, non rinuncerà mai a ottenere ciò che vuole, non diversamente da un tipico bambino. Tende a dire sempre di sì a tutto. È una semivocale (una vocale che è una consonante).  Doppiata da  Cristiana Rossi   (ed. italiana)
Z: È la 26° lettera degli Alphablocks. È un blocco verde chiaro con le sopracciglia bianco-argentee e la barba e porta un distintivo sul lato destro del petto. A volte sfoggia un bastone da passeggio. È il più anziano di tutto il gruppo e tende a dormire nei posti più insoliti lasciando volare le sue 'ZZZ' in aria, facendo un riferimento ad un'onomatopea molto usata nei fumetti quando un personaggio sta dormendo. Doppiato da  Danilo Di Martino (ed. italiana)

## Distribuzione
La prima fu trasmessa nel Regno Unito prima  rete televisiva CBeebies.

### Edizione italiana
Italia nel 2016 ma pubblicata solo nel 2023. Nuovo il doppiaggio italiano è stato eseguito a Milano dalla Dream & Dream S.r.l.. e diretto da Ivo De Palma